# Leopold Daxsperger
Leopold Daxsperger (* 11. November 1896 in Raab; † 17. Oktober 1963 in Salzburg) war ein österreichischer Pädagoge, Organist, Dirigent und Komponist von Werken der Spätromantik.

## Leben und Wirken
Seine Mittelschulzeit verbrachte er als Sängerknabe im Stift St. Florian, am Stiftsgymnasium Wilhering sowie in der Oberstufe am Gymnasium in Ried im Innkreis, wo er das Studentenorchester leitete und 1916 maturierte. Bis 1918 leistete er Kriegsdienst.
An der Universität Wien studierte er Geographie, Geschichte sowie Musikwissenschaft und promovierte 1922. Ab 1924 war er zunächst Mittelschullehrer in Graz. Dort wurde er zum Pionier bei der Durchführung von Radiogottesdiensten mit seinen Schülern. 1927 wechselte er nach Wien, wo er nebenberuflich an der Akademie für Musik und Darstellende Kunst Wien studierte. Seine musikalischen Kenntnisse vertiefte er beim schwedischen Komponisten Hugo Alfvén. 1930 legte er die Lehramtsprüfung in Musikerziehung ab. Die Kapellmeisterschule absolvierte er 1932 bei Alexander Wunderer, Erich Wolfgang Korngold und Oswald Kabasta. Von 1929 bis 1932 war er Schüler von Max Springer und Franz Schmidt an der Meisterschule für Komposition.
In den 1930er-Jahren leitete er große Aufführungen des Wiener Musikvereins, an denen bis zu 400 seiner Mittelschüler teilnahmen. 1937 war der Musikvereinssaal Ort der Uraufführung seiner preisgekrönten Kantate Von der Eitelkeit auf Erden.
1947 nahm er nach schwerer Krankheit die Lehrtätigkeit am Gymnasium Schärding auf. Mit der von ihm gegründeten Innviertler Chorgemeinschaft brachte er die großen Werke Anton Bruckners zur Aufführung. 1953 wurde er Fachinspektor für Musikerziehung. Als Vorsitzender der ARGE Oberösterreichisches Musikschulwerk im Volksbildungswerk hatte er großen Anteil am Aufbau des Oberösterreichischen Musikschulwesens und war bis 1961 Vorsitzender der Landeskommission für das Oberösterreichische Musikschulwerk beim Landesschulrat. Als besondere Leistung sind die Hörerziehungskonzerte mit dem Orchester des Linzer Landestheaters zu werten, die von rund 15.000 Mittelschülern besucht wurden.
1931 heiratete er seine Frau Friederike. Der 1940 geborene Sohn Peter verstarb mit 24 Jahren an einem Asthmaleiden. Sein jüngerer Bruder war der Linzer Domorganist und Leiter des Brucknerchors, Ludwig Daxsperger. Das Familiengrab befindet sich in Zell an der Pram, sein Nachlass ist in der Bibliothek des Oberösterreichischen Landesmuseums archiviert.

## Werke
Von seinen drei Streichquartetten sowie den 16 lateinischen Propriengesängen und 18 weltlichen Vokalwerken wird nur die Kantate Von der Eitelkeit auf Erden noch gelegentlich aufgeführt.